# Funny Lady
Funny Lady es una película de 1975 protagonizada por Barbra Streisand, James Caan, Omar Sharif, Roddy McDowall, y Ben Vereen. La película es la secuela de la obra de Broadway de 1964 y la subsiguiente versión cinematográfica de 1968 Funny Girl, donde se cuenta la vida matrimonial entre la protagonista de la primera parte Fanny Brice con el compositor y empresario Billy Rose. El guion fue escrito por Jay Presson Allen y Arnold Schulman, basada en una historia de Schulman y la película fue dirigida por Herbert Ross.

## Reparto
- Barbra Streisand como Fanny Brice.
- James Caan como Billy Rose.
- Omar Sharif como Nick Arnstein.
- Roddy McDowall como Bobby Moore.
- Ben Vereen como Bert Robbins.

## Producción
Aunque Barbra Streisand estaba contractuallmente ligada con el productor Ray Stark, la actriz se negó a meterse en el proyecto. De todas maneras, al final aceptó al leer el guion al creer que el papel de Fanny se había convertido en un personaje más maduro. 
La primera elección para el papel de Billy Rose fue Robert Blake. Otros actores en los que se pensaron fueron Al Pacino y Robert De Niro, pero finalmente sería James Caan el elegido. Stark, descontento con los primeros días de rodaje con el director de fotografía, escogió a James Wong Howe de su retiro para acabar la película. Una gran elección que le valdría una nominación a los Oscar. 
Aparte de Howe, otras nominaciones a los Oscar fueron a parar a Ray Aghayan y Bob Mackie para el mejor vestuario, John Kander y Fred Ebb por la canción original ("How Lucky Can You Get?"), Peter Matz por la mejor música original. Por otro lado, Streisand, Caan, y Vereen recibieron nominaciones para los Globos de Oro .

## Taquilla
La secuela de Funny Girl tuvo un moderado éxito aunque suficiente para considerarse una secuela. Tan solo en Estados Unidos tuvo una recaudación de 39 millones de dólares (225 millones en 2007).

## Banda sonora
Todas las canciones compuestas por Kander y Ebb, a menos que se indique lo contrario.
- "How Lucky Can You Get?"
- "So Long, Honey Lamb"
- "Isn't This Better?"
- "I Got a Code in my Doze"
- "Blind Date"
- "Let's Hear it For Me"
- "I Found a Million Dollar Baby" (Harry Warren, Billy Rose, Mort Dixon)
- "If I Love Again" (Ben Oakland, J. P. Murray)
- "Great Day" (Vincent Youmans, Edward Eliscu)
- "Am I Blue?" (Harry Akst, Grant Clarke, Clare Hanlon, Don Redman, Sam H. Stept)
- "It's Only a Paper Moon" (Harold Arlen, E.Y. "Yip" Harburg, Billy Rose)
- "More Than You Know" (Vincent Youmans, Edward Eliscu, Billy Rose)